# Diplostix kanaari
Diplostix kanaari är en skalbaggsart som beskrevs av Vienna 2007. Diplostix kanaari ingår i släktet Diplostix och familjen stumpbaggar. Inga underarter finns listade i Catalogue of Life.